# Accuracy in Media
Достовірність в ЗМІ (ДСМІ) (англ.   accuracy in media) — американська некомерційна спостережна організація в області ЗМІ, заснована в 1969 році економістом Рідом Ірвіном . Згідно з її статутом, ДСМІ — це «некомерційна організація, яка спостерігає за незаконними діями засобів масової інформації, яка критикує упереджені і неякісні новини і ставить наголос на важливі питання, домагаючись неупередженого висвітлення».
Незважаючи на твердження ДСМІ про політичну нейтральність, вона часто розглядається засобами масової інформації та іншими наглядовими організаціями-колегами як консервативна організація .
ДСМІ засудила журналістку Олену Мармор, яка в 1983 році випустила документальний фільм для каналу NBC про Російської Православної Церкви ; стверджувала, що «вона ігнорувала репресивну релігійну політику Радянського Союзу».